# Badland (2007)
Badland ist ein US-amerikanisch-deutsches Kriegsdrama aus dem Jahr 2007. Regie führte Francesco Lucente, der auch das Drehbuch schrieb und als Filmeditor tätig war.

## Handlung
Jerry nimmt als US-Marine am Zweiten Golfkrieg teil. Später gründet er eine Familie und hat drei Kinder. Nach einigen Jahren wird Jerry als Reservist erneut einberufen; er dient in Afghanistan und im Irak.
Jerry wurde unehrenhaft aus der Armee entlassen, weil seine Einheit ein Massaker an Zivilisten verursachte. Seit seiner Rückkehr leidet Jerry an PTSS.
Jerry wohnt mit seiner Familie in einem Wohnwagen und verdient wenig Geld. Er streitet häufig mit seiner erneut schwangeren Frau Nora. Jerry verliert seinen Job an einer Tankstelle, nachdem er beschuldigt wird, Gas gestohlen zu haben. Als er herausfindet, dass sein Chef, ein Kumpel und seine Frau ihn ausnutzen und hintergehen, rastet er aus. In einer Kurzschlusshandlung erschießt er Nora und seine beiden Söhne. Die jüngste, Celine, überlebt nur wegen einer Ladehemmung und ihre bedingungslose Liebe bringt ihn zur Besinnung. Gemeinsam flieht Jerry mit seiner Tochter in eine Kleinstadt, wo er einen Aushilfsjob als Küchenhilfe im Restaurant der attraktiven Kellnerin Oli findet. Jerry und seine verwitwete Chefin kommen sich näher, später zieht er sogar mit Celina vom Hotel in Olis Haus. Jerry findet in der Person des Sheriffs Max, der ebenfalls ein Veteran ist, einen Freund. Es stellt sich heraus, dass Max seine Kriegserlebnisse nur ähnlich schwer verarbeiten kann. Währenddessen klammert sich Celine an die Vergangenheit, flüchtet sich in naive Gebete und hofft, dass Gott eines Tages ihre Mutter und Brüder zurückbringen werde. Sie hat keine Ahnung, dass sie damit ständig Jerrys Trauma erneuert und einen Neubeginn erschwert.
Max erfährt eines Tages in den Fernsehnachrichten über die Vergangenheit von Jerry. In einer Auseinandersetzung mit Max, der ihm helfen will, obwohl er ihn erkannt hat, fleht auch Max um Gottes Hilfe. Dabei wird klar, dass Jerry den Religionen die Schuld am Krieg und all den sinnlosen Morden gibt. Sein letzter Rest an Selbstbeherrschung bricht zusammen und die Tragödie nimmt ihren schrecklichen Lauf. Jerry schlägt Max nieder, welcher später an den Verletzungen erliegt. Jerry unternimmt einen Versuch, Celine vor dem Untergang zu bewahren. Jerry setzt seine Tochter bei ihrer Tante ab und möchte weiter mit dem Auto fliehen. Kurz darauf kollidiert er mit einem anderen Auto. Celine rennt ihrem Vater hinterher und wird dabei von einem Auto angefahren und dabei tödlich verletzt. Es kommt zu einer Rückblende im Wohnwagen, wo sich Jerry und seine Tochter in die Augen sehen. Die Kamera blendet aus.

## Kritiken
Die Redaktion von www.filmz.de schrieb, der Film werfe einen „aufwühlenden und messerscharfen Blick auf die Nachwirkungen des Irakkriegs bei einem heimgekehrten Veteranen und dessen Familie“. Er zeige, „wie die Liebe und Zuversicht eines Kindes letztlich sogar beispiellose Verbrechen zu sühnen vermögen“.
Prisma schrieb, „Francesco Lucente inszenierte nach eigenem Drehbuch die Geschichte eines Kriegheimkehrers und des Verlustes seines Seelenlebens. Das Ganze ist zwar eine äußerst aufwühlende Geschichte und legt die Psyche des Protagonisten völlig frei, verlangt aber mit fast drei Stunden Spielzeit sehr viel Sitzfleisch, zumal einige Szenen verstörend und fast schon quälend in die Länge gezogen sind.“
„Mit bedrückender Konsequenz erzählt Francesco Lucente vom Scheitern des amerikanischen Traums. Dass man über die bombastische Musik und inszenatorische Längen hinwegsieht, unterstreicht nur, welche Sogwirkung von diesem bewegenden Porträt eines Mannes ausgeht, dessen Leben sich anfühlt, als würde die Welt mit Fäusten auf ihn einschlagen“, ist das Urteil der Cinema-Redaktion. Das Fazit: „Schockierend, aufwühlend, realistisch: der Irak-Krieg und seine Kollateralschäden im US-Hinterland.“
Der Filmdienst schreibt in seinem Lexikon des internationalen Films, der Film knüpfe oberflächlich an Badlands (1973) von Terrence Malick an, bleibe aber „trotz guter Darsteller psychologisch unglaubwürdig“. Inhaltliche Kritik gibt es obendrauf: „Zu den Themen Krieg und Gewalt und nimmt er eine eher ambivalente Haltung ein.“

## Hintergründe
Der Film wurde in Calgary und in einigen anderen Orten in Alberta gedreht. Seine Produktionskosten betrugen schätzungsweise 10 Millionen US-Dollar. Am 30. November 2007 kam der Film in die ausgewählten Kinos der USA; der deutsche Kinostart folgte am 8. Mai 2008.